# Krasnaja Poljana (Sotsji)

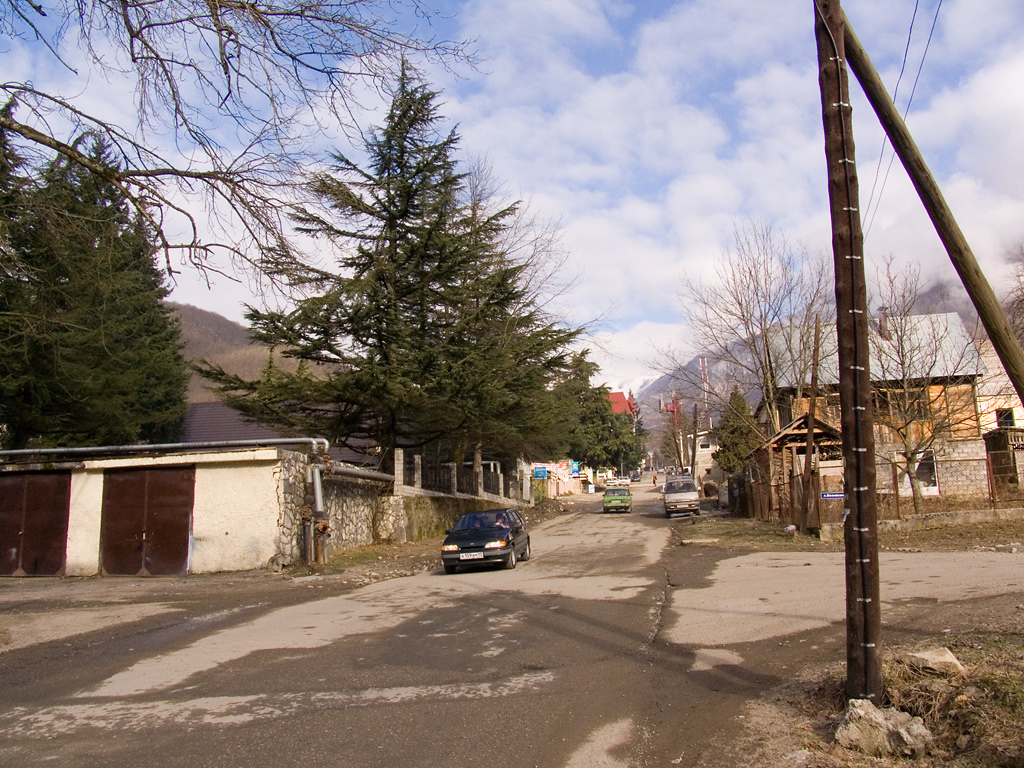
Centrum van het dorp

Krasnaja Poljana (Russisch: Красная Поляна; "rode open plek", Adygees: ӏаткъуадж, ̡xatqwadzj) is een nederzetting met stedelijk karakter in de Russische kraj Krasnodar. De plaats is verbonden met Adler en luchthaven Adler-Sotsji (40 km) via een autoweg en heeft een eigen helihaven. Bij de volkstelling van 2002 woonden er ongeveer 4.000 mensen.
In de plaats heeft een deel van de Olympische Winterspelen van 2014 plaatsgevonden.

## Geografie
Het bergdorp ligt op ongeveer 50 kilometer ten oosten van de badplaats Sotsji en 39 kilometer van de Zwarte Zee op een hoogte van 550 tot 600 meter in het dal van de Mzymta in het district Adlerski van de bestuurlijke regio Sotsji. De plaats ligt iets ten zuiden van de grens met de autonome republiek Adygea en iets ten noorden van de de facto onafhankelijke republiek Abchazië (formeel onderdeel van Georgië). De plaats is omgeven door de bergen van de Grote Kaukasus, met gedeeltelijk vergletsjerde pieken als de Tsjoegoesj (3.238 meter), Pseasjtsja (3.257 meter) en de Zachvoa (3.345 meter) in de directe nabijheid. De plaats ligt te midden van de bossen, die vooral bestaan uit eiken, beuken, kastanjes, Carpinussen, esdoorns en elzen.

## Geschiedenis
Uit archeologische vondsten is gebleken dat er ten minste tien forten hebben gestaan tussen de zesde en negende eeuw. Ook zijn er uit die tijd overblijfselen van veeomheiningen en graven en tombes gevonden. De plaats was al in de klassieke tijd gelegen aan een handelsroute van de Kaukasus naar de Zwarte Zee, waarlangs vooral bont, honing, was en hout werd vervoerd.

### Adygees dorp
De plaats bestond al zeer lange tijd als een bergdorp van Adygese stammen: oorspronkelijk woonden er Sadz (Asadzwa) en later Medozjoej. Volgens de Russische baron Fjodor Toernaoe, die in de jaren 30 van de 19e eeuw vermomd als bergbewoner naar het gebied trok, heette het dorp in 1835 Artkoeadzj en behoorde het toen toe aan de Sadz-prinses Aredba. De plaats was toen vooral gericht op de landbouw en jacht. Ook bestond er een primitieve vorm van ijzersmelten. Daarnaast werden zoals bij veel Cirkassische volkeren ook hier paarden gefokt en werden er boomgaarden aangelegd, die ook nu nog bestaan.
In 1864 werd de Medozjoej-aoel Kbaade ("open plek van de mensen van Goenba") genoemd en vormde de grootste plaats van de Mzymtavallei. In dat jaar werd de plaats door de Russen in de maand mei als laatste van alle veroverde gebieden gedurende de Kaukasusoorlog veroverd op de Medozjoej-clan Achtsjipsooe, die zich hevig verzetten. Zij weigerden in te gaan op de Russische overgave-eisen: het Russische burgerschap aannemen en verhuizen naar de laaglanden, waar ze beter onder de duim konden worden gehouden. Er werd daarop een etnische schoonmaak gehouden door de Russen, waarbij een groot deel van de inwoners van de plaats met nog 600.000 anderen werden gedeporteerd naar het Ottomaanse Rijk en een klein deel zich hervestigde aan de Koeban.

### Russisch dorp
De plaats werd door de Russische militaire leiders, die hier op 2 juni 1864 de overwinning vierden, omgedoopt naar 'Nikolajevski' of 'Tsarskaja Poljana'.
Een poging om bevrijde lijfeigenen uit Toela en Kaloega te laten migreren naar de plaats mislukten, daar zij niet konden wennen aan de voor hen onbekende klimatologische en geografische omstandigheden.
De huidige nederzetting Krasnaja Poljana ("rode open plek") werd uiteindelijk 14 jaar later gesticht in 1878, toen 36 Griekse families uit Stavropol en het omliggende gebied naar de overwoekerde plek toe kwamen en deze weer in gebruik namen. De Esten, die in 1886 arriveerden, vestigden zich vooral in het nabijgelegen dorp Esto-Sadok ("Estse tuin").
In 1898 kreeg Krasnaja Poljana de status van bergklimaatresort en werd de omliggende regio verklaard tot verboden jachtgebied van de tsaren. Vervolgens werden er datsja's gebouwd voor de Romanovs, belangrijke Russische grootgrondbezitters, industriëlen en generaals uit het Russische leger. Daarbij ontstonden ook sanatoria en kostscholen in de plaats. Een jaar later werd een weg aangelegd vanaf fort Adler onder leiding van architect Konstantinov, die de ontwikkeling van de plaats versnelde. In 1901 werd er een jachthuis met drie verdiepingen in Engelse stijl gebouwd op de helling van de Atsjisjchoberg voor tsaar Nicolaas II, die er echter nooit binnen is geweest. In 1914 liet Nicolaas II er een militaire parade houden om het 50-jarige einde van de Kaukasusoorlog te herdenken.
Op 19 juni 1898 kreeg de plaats de status van stad met de naam Romanovsk; een naam die was gegeven door staatsraadgever Nikolaj (Savvitsj) Abaza, die toen het hoofd van een raadscommissie vormde en de plaats bezocht in 1898. De inwoners van de plaats konden echter niet aan deze naam wennen en 1923, toen de plaats werd gedegradeerd naar een nederzetting met stedelijk karakter, herkreeg ze, waarschijnlijk mede door het feit dat de communisten zich maar al te graag ontdeden van namen die aan het tsaristisch verleden deden denken (en de plaats vanaf 1917 niet meer onder deze naam op Russische kaarten verscheen), haar oude naam Krasnaja Poljana.
Tijdens de Russische Burgeroorlog vond er een ongelijk gevecht plaats tussen een aantal Rode legereenheden uit Sotsji die de plaats verdedigden en troepen van de Witte Legergeneraal Fostikov, waarbij van de verdedigers slechts 1 soldaat in leven bleef. Hiervoor is een obelisk in de plaats opgericht.
In 1924 werd het toeristencentrum "berglucht" opgericht in de plaats.
In 1942 werd door Duitse soldaten (alpinisten) gepoogd om in de buurt van Krasnaja Poljana vanaf de rivier de Mzymta Sotsji aan te vallen, waar zich toen het belangrijkste Sovjetziekenhuis bevond. Door moedig optreden van Sovjettroepen, die een gevecht leverden op 25 kilometer van de plaats, mislukte dit. De bevolking van de plaats die niet was ingezet bij de strijd, was in die tijd vooral actief als leveranciers van munitie en bij het verzorgen van de gewonden.
Na de oorlog werd Krasnaja Poljana geleidelijk uitgebreid als bergklimaatresort. Er werd een waterkrachtcentrale gebouwd en in de plaats verschenen twee toeristencentra, een middelbare school en een vakschool, een ziekenhuis, polikliniek, telecommunicatiecentrum en andere voorzieningen.
De omgeving werd in 1983 vanwege de zuivere klimatologische omstandigheden het gehele omliggende gebied verklaard tot het Nationaal Park Sotsji.
Sinds de jaren 80 wordt er toewerkt naar deelname van Sotjsi aan de Olympische Winterspelen. Eerst werd ingezet op 1998, maar de eerste deelnamepogingen uit 2002 en 2006 leverden geen resultaat op. In 2007 wist Sotsji alsnog de spelen binnen te slepen. Door de pogingen kreeg de plaats ook te maken met veel verbeteringen; de burgemeester van Krasnaja Poljana wist deze pogingen handig om te zetten in het verwerven van staatsgelden voor het herstel van de weg naar Sotsji (en de aanleg van een nieuwe weg inclusief 2 tunnels) en het verbeteren van de communicatieverbindingen (de telefoon en radio en tv vielen sindsdien niet meer van tijd tot tijd uit). De plaats is sindsdien veranderd in een centrum voor skiërs met veel hotels, restaurants, chalets en appartementencomplexen, waarvan ook in 2007 nog veel in aanbouw waren. Veel hiervan zijn opgezet door kleine en middelgrote investeerders.

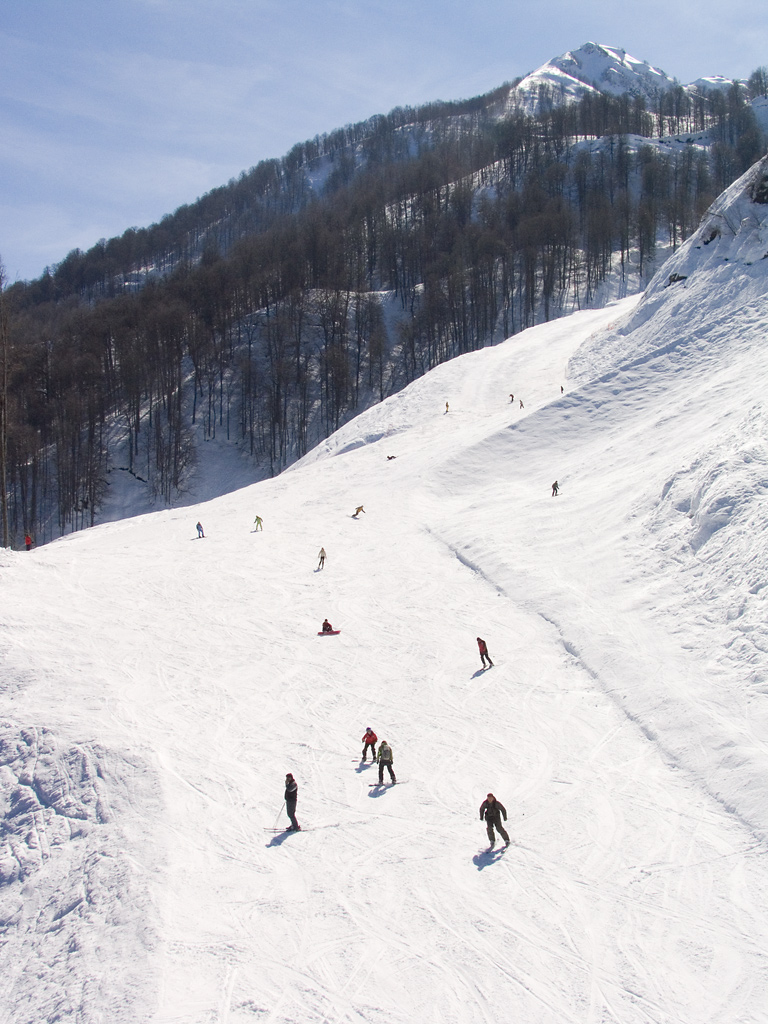
Skipiste bij Krasnaja Poljana

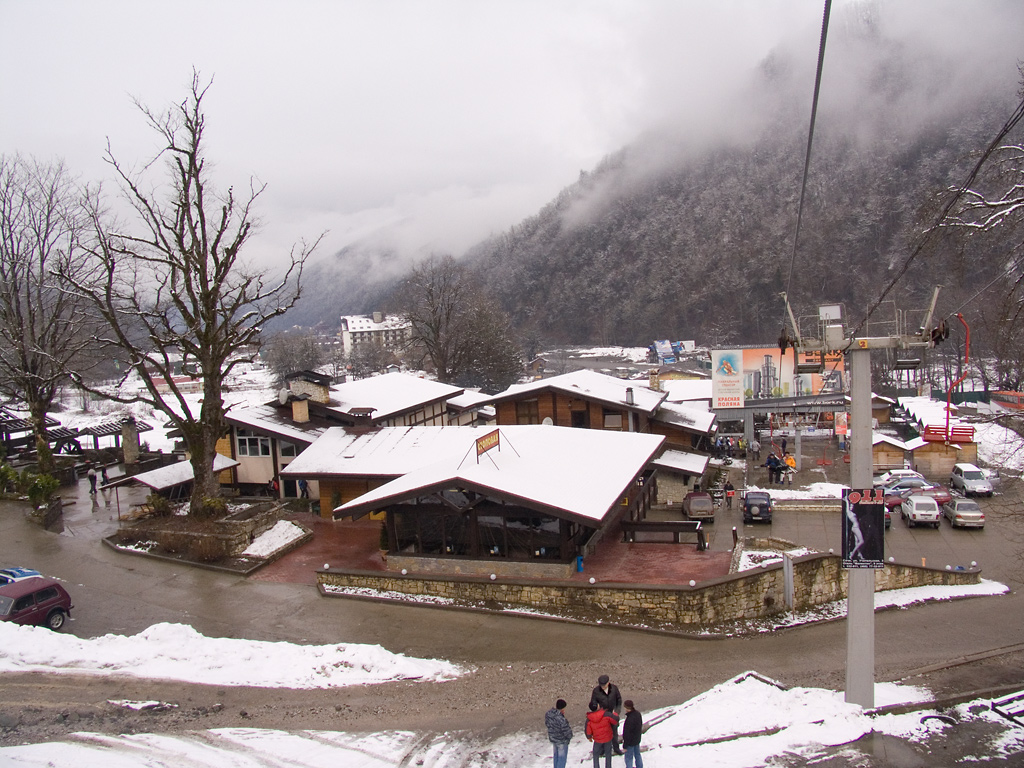
Benedenstation van Alpika-Servis, vanwaaruit de kabelbanen naar boven vertrekken

## Economie
Krasnaja Poljana is een skioord gericht op alpineskiën en snowboarden en is als zodanig een van de meest gerespecteerde skioorden in Rusland. Door de hoge luchtvochtigheid ligt er vaak veel sneeuw (poedersneeuw) op de berghellingen rond de plaats. Populaire wintersportvormen zijn freeride en heliskiën (ontstaan in de jaren 90). Er bevindt zich ongeveer 12 kilometer aan gemarkeerde skipistes.
Er bevond zich begin 2007 één skicomplex; Alpika-Servis, op 4 kilometer van de plaats in het dorp Esto-Sadok. Er bevinden zich vier verouderde tweezitsskiliften (van 550 naar 2238 meter hoogte). Parallel aan de derde skilift loopt een modernere vierzits sleeplift ("Kanatka" genoemd) op de oefenhelling. Er wordt momenteel gebouwd de nieuwe moderne skicomplexen Roza Choetor ("rozentuin"), Karoesel ("draaimolen") en het door Gazprom gefinancierde Laoera ("Laura").
Deze en andere ontwikkelingen zijn in een stroomversnelling gebracht door het gerichte federale programma "ontwikkeling van Sotsji als bergklimatologisch kuuroord 2006 - 2014" voor de Olympische Winterspelen van 2014. Naast de bouw van sportvoorzieningen staat in het kader hiervan ook een tweede autoweg naar Sotsji en een lightrail-verbinding (ljogkoje metro) gepland. Voor het hele project voor de winterspelen heeft de Russische regering omgerekend 12 miljard dollar in het vooruitzicht gesteld. Gazprom is de belangrijkste investeerder in het project.
Lokale ecologen en milieuactivisten zijn echter zeer kritisch over de plannen met betrekking tot de aanleg van skiroutes en kabelbanen in verband met de nabijheid van het Nationaal Park Sotsji.
In de buurt van de plaats bevindt zich de waterkrachtcentrale Krasnopoljansk.

## Bezienswaardigheden
De plaats heeft een Griekse kerk (ter ere van de heilige Charalampus van Magnesia) met een kapelletje op de bijbehorende begraafplaats. Het jachthuis van Nicolaas II is een andere bekend gebouw.
De plaats heeft ook een museum voor lokale geschiedenis (gesticht in 1961), waar zich vooral collecties van archeologische vondsten uit de oudheid en middeleeuwen uit de regio rond Krasnaja Poljana bevinden. Ook bevindt zich er een natuurmuseum bij het bosbouwbedrijf van Krasnaja Poljana.
- Library of Congress Control Number: n2002163409
- Nationale Bibliotheek van Israël: 987007480275405171
- Virtual International Authority File: 149121943